# فيصل الصايغ
فيصل عفيف الصايغ (من مواليد ريو دي جانيرو سنة 1961)، سياسي ونائب لبناني، كان عضواً في الحزب الديمقراطي اللبناني حتى عام 2004. ولد في البرازيل لعائلة أصيلة صوفر في جبل لبنان. عين في يوليو 1996 كمحافظ للجنوب وبقي في منصبه حتى 2004. أنتخب سنة 2005 كنائب عن المقعد الدرزي في دائرة بعبدا - عاليه على لائحة اللقاء الديمقراطي، لكنه لم يترشح في انتخابات 2009. يرأس مجلس إدارة شركة الفييق التي تصدر مجلة سنوب. كما يرأس الاتحاد اللبناني والعربي للتاي بوكسينغ منذ 2004. حاصل على بكالوريوس في العلوم الاقتصادية من الجامعة الأميركية في بيروت سنة 1983. متزوج وله ثلاثة أولاد كريم وتمارا ونادر